# 帕爾蒂多 (達哈翁省)
帕爾蒂多（西班牙語：Partido），是多明尼加共和國的城鎮，位於該國西北部，由達哈翁省負責管轄，面積157.29平方公里，2012年人口7,593，人口密度每平方公里48人。